# Skogsfors bruk

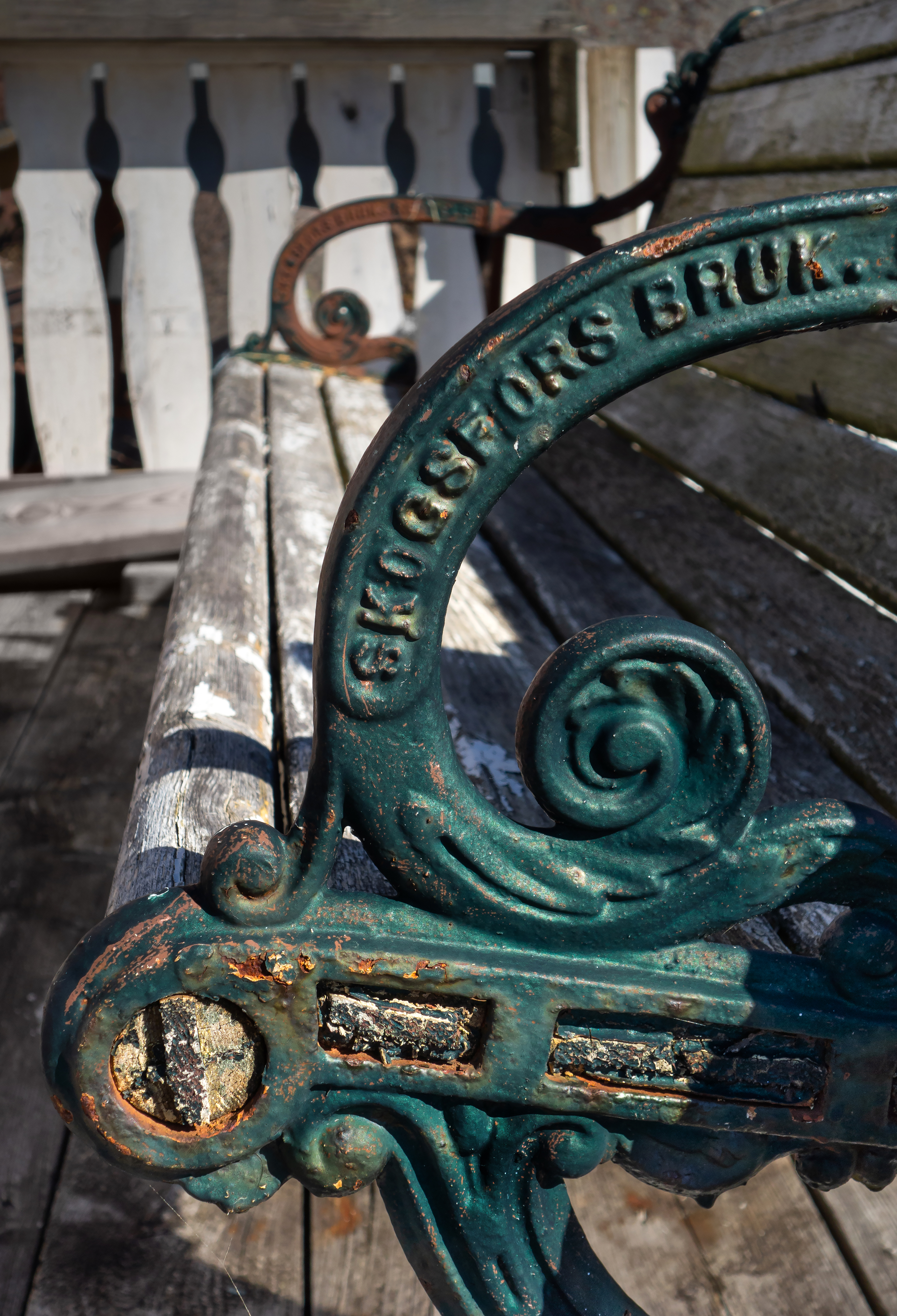
Armstödet på en bänk tillverkad av Skogsfors bruk

Skogsfors bruk var en tillverkare av värmepannor och varmvattenberedare i Reftele. Bolaget ingick i AB Gustavsberg. Verksamheten återfinns idag i företaget Osby-Parca och också i ESBE, det senare fortfarande på Skogsfors bruks fabriksområde i Reftele.
Bolaget grundes av den 26-årige Johan August Skogsfors 1906 som en smedja och tillverkare av jordbruksmaskiner. 1906 för tillverkning av kultivatorer och såmaskiner. En framgång blev tillverkningen av kullager. Under 1930-talet inleddes tillverkning av VVS-produkter. Skogsfors bruk i Reftele gick upp i Norrahammar Parca 1952 efter att från 1939 ägts av Kooperativa förbundet.